# Bắn cung tại Đại hội Thể thao Đông Nam Á 1985
Bắn cung tại Đại hội Thể thao Đông Nam Á năm 1985 được tổ chức từ ngày 12 đến 15 tháng 12 năm 1985 tại sân bóng thuộc Sport Authority of Thailand Sports Complex, Bangkok, Thái Lan. Nội dung thi đấu sử dụng thể thức Recurve, gồm các nội dung cá nhân và đồng đội cho cả vận động viên nam và nữ. Có tổng cộng 12 nội dung tranh huy chương, trong đó có 6 nội dung dành cho nam và 6 nội dung dành cho nữ.
Đoàn Indonesia xuất sắc giành vị trí nhất toàn đoàn với 9 tấm huy chương vàng.

## Kết quả (cá nhân)
| Nội dung     | Vàng            | Bạc             | Đồng               |
| ------------ | --------------- | --------------- | ------------------ |
| Cá nhân nam  | Adang Adjidji   | Suradi Rukimin  | Sununt Tokahuta    |
| 30m          | Adang Adjidji   | Suradi Rukimin  | Sununt Tokahuta    |
| 50m          | Adang Adjidji   | Suradi Rukimin  | Iman Sugirman      |
| 70m          | Adang Adjidji   | Suradi Rukimin  | Sununt Tokahuta    |
| 90m          | Suradi Rukimin  | Adang Adjidji   | Amphol Amarekajorn |
| Đồng đội nam | Indonesia       | Thailand        | Singapore          |
|              |                 |                 |                    |
| Cá nhân nữ   | Joann Chan      | Kusuma Wardhani | Karla Cabrera      |
| 30m          | Joann Chan      | Kusuma Wardhani | Karla Cabrera      |
| 50m          | Kusuma Wardhani | Joann Chan      | Karla Cabrera      |
| 60m          | Kusuma Wardhani | Joann Chan      | Karla Cabrera      |
| 70m          | Kusuma Wardhani | Joann Chan      | Karla Cabrera      |
| Đồng đội nữ  | Philippines     | Indonesia       | Thái Lan           |

## Bảng huy chương
| Hạng               | Đoàn               | Vàng | Bạc | Đồng | Tổng số |
| ------------------ | ------------------ | ---- | --- | ---- | ------- |
| 1                  | Indonesia          | 9    | 8   | 1    | 18      |
| 2                  | Philippines        | 3    | 3   | 5    | 11      |
| 3                  | Thái Lan           | 0    | 1   | 5    | 6       |
| 4                  | Singapore          | 0    | 0   | 1    | 1       |
| Tổng số (4 đơn vị) | Tổng số (4 đơn vị) | 12   | 12  | 12   | 36      |